# Saucisse d’Ajoie

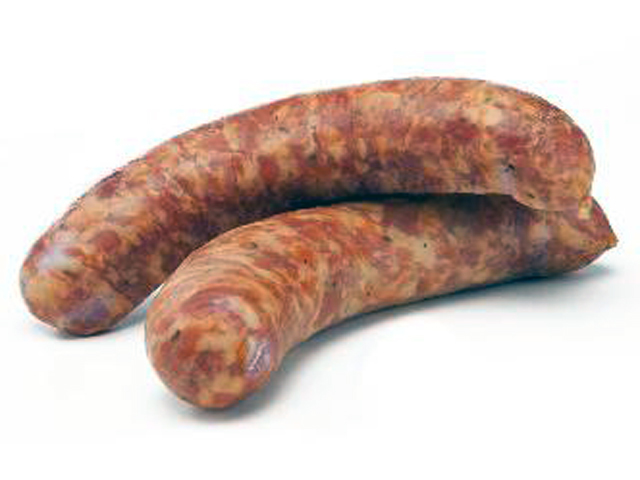
Rohe Saucisses d’Ajoie

Die Saucisse d’Ajoie (anhörenⓘ) ist eine geräucherte Wurst aus dem Schweizer Kanton Jura.
Die Wurst aus der Region Ajoie kann gebraten oder grilliert konsumiert werden. Sie enthält Schweinefleisch und Kümmel.
Die Saucisse d’Ajoie wird traditionellerweise am regionalen St.-Martins-Fest am zweiten Sonntag nach Allerheiligen mit Sauerkraut serviert. Der Name ist seit 2002 eine geschützte geografische Angabe.